# Irene Pivetti

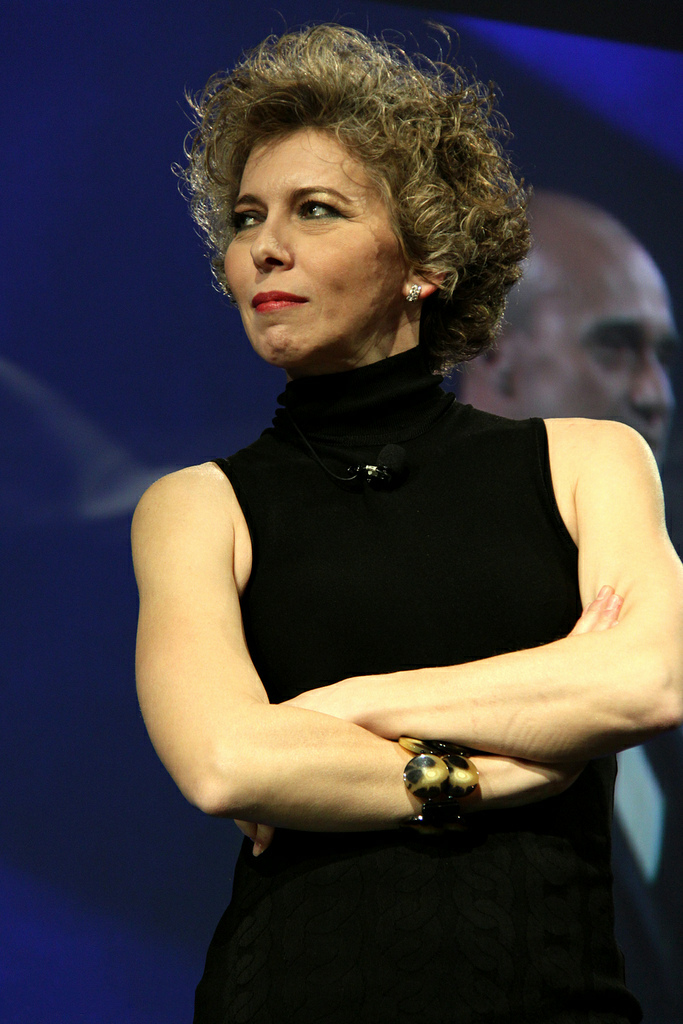
Irene Pivetti (2010)

Irene Pivetti (* 4. April 1963 in Mailand) ist eine italienische Politikerin (bis 1996 Lega Nord), Journalistin, Moderatorin und Geschäftsfrau. Sie war von 1992 bis 2001 Mitglied der Camera dei deputati (Abgeordnetenkammer) und von 1994 bis 1996 deren Präsidentin.

## Leben
Irene Pivetti ist die ältere Tochter des Theaterregisseurs Paolo Pivetti und der Schauspielerin Grazia Gabrielli, ihre Schwester Veronica Pivetti ist ebenfalls Schauspielerin, Synchronsprecherin und Fernsehmoderatorin. Pivatti studierte Literatur und Philosophie an der Katholische Universität Mailand und schloss mit einem Diplom in modernen Sprachen ab. Nach dem Studium war sie zunächst im Verlagsbereich tätig und betreute das von ihrem Großvater Aldo Gabrielli (1898–1978) begründete Grande Dizionario della lingua italiana („großes Wörterbuch der italienischen Sprache“). Des Weiteren arbeitete Pivetti für mehrere Zeitungen wie l’Indipendente oder l’Italia settimanale. Sie engagiert sich insbesondere im sozialen und kulturellen Bereich einiger katholischer Verbände. Im Alter von 25 Jahren heiratete sie einen Kommilitonen, die Ehe scheiterte jedoch und sie trennte sich nach zwei Jahren wieder von ihrem Ehemann.
Pivetti führt das Unternehmen Only Italia, ein Import-Export Unternehmen, das vor allem auf die Verbindung China-Italien aufbaut. Seit 2013 ist sie zudem Präsidentin des Italienisch-Chinesischen Freundschaftsverbandes.
Im September 2024 wurde Pivetti erstinstanzlich zu 4 Jahren Haft wegen Geldwäsche und Steuerhinterziehung verurteilt. Gemeinsam mit dem italienischen Ex-Rally-Piloten Leonardo Isolani soll sie Scheinverkäufe von mehreren Ferraris an eine chinesische Firma vermittelt haben, um Isolanis Vermögen vor der Steuerbehörde zu verschleiern. Sie bestreitet die Tat und hat Berufung angekündigt.
Ein weiterer Prozess gegen Pivetti wegen der Veruntreuung von öffentlichen Geldern während er COVID-19 Pandemie soll im November 2024 beginnen. Ihr wird vorgeworfen, wissentlich fehlerhafte Masken aus China importiert zu haben, sowie die CE-Zertifikate gefälscht zu haben.

## Politische Karriere

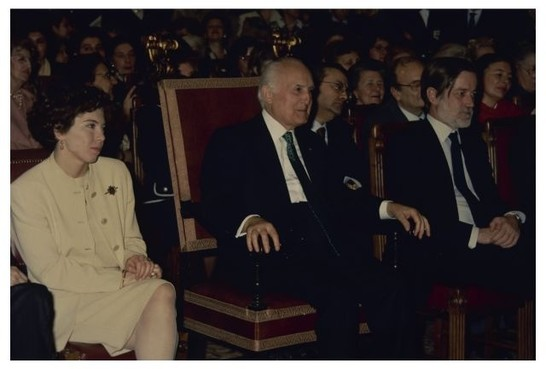
Pivetti mit Staatspräsident Oscar Luigi Scalfaro und Senatspräsident Carlo Scognamiglio beim Festakt zum 50. Jahrestag der Einführung des Frauenwahlrechts

Pivetti trat der Lega Lombarda bei (Vorläuferin der Lega Nord in der Lombardei), in der sie von 1990 bis 1994 den katholischen Beirat leitete. Bei der Parlamentswahl 1992, bei der die Lega Nord stark zulegte, wurde sie in die Abgeordnetenkammer gewählt. Nach dem Wahlsieg des Mitte-rechts-Bündnisses Polo delle Libertà aus Lega Nord und Silvio Berlusconis neuer Partei Forza Italia bei der Parlamentswahl 1994 wählte die Abgeordnetenkammer die erst 31-jährige Pivetti zu ihrer Präsidentin. Sie löste damit Giorgio Napolitano ab und war die zweite Frau in diesem Amt nach der Kommunistin Nilde Iotti. Pivetti leitete brisante Parlamentssitzungen, als im Januar 1995 die Mitte-rechts-Regierung Berlusconis zerbrach und eine Übergangsregierung unter dem parteilosen Finanzminister Lamberto Dini eingesetzt wurde.
Bei der vorgezogenen Neuwahl im April 1996 gewann das Mitte-links-Lager und der Linksdemokrat Luciano Violante löste Pivetti als Präsident der Abgeordnetenkammer ab. Da sie das Ziel einer Abspaltung des Nordens („Padaniens“) vom restlichen Italien ablehnte, wurde sie im September 1996 aus der Lega Nord ausgeschlossen und saß anschließend in der Gruppo Misto der fraktionslosen Abgeordneten. Sie gründete ihre eigene Kleinstpartei namens Italia Federale, die Italien in einen Bundesstaat umwandeln wollte. Im Februar 1998 schloss sie sich der liberalen Partei Rinnovamento Italiano von Lamberto Dini an, die sie jedoch bereits ein Jahr später wieder verließ, um der neuen Mitte-Partei Unione Democratica per la Repubblica des ehemaligen Staatspräsidenten Francesco Cossiga beizutreten. Als diese nach einem Jahr wieder zerfiel, ging sie zur kleinen Nachfolgepartei Unione Democratici per l’Europa (UDEUR) unter Clemente Mastella. Nach der Parlamentswahl 2001 schied Pivetti aus der Abgeordnetenkammer aus.
Im Jahr 2018 gründete sie eine neue Partei namens Italia Madre („Mutter Italien“). Zur Europawahl 2019 trat die auf der Liste von Forza Italia an, verfehlte aber einen Sitz im Europäischen Parlament.

## Fernsehkarriere

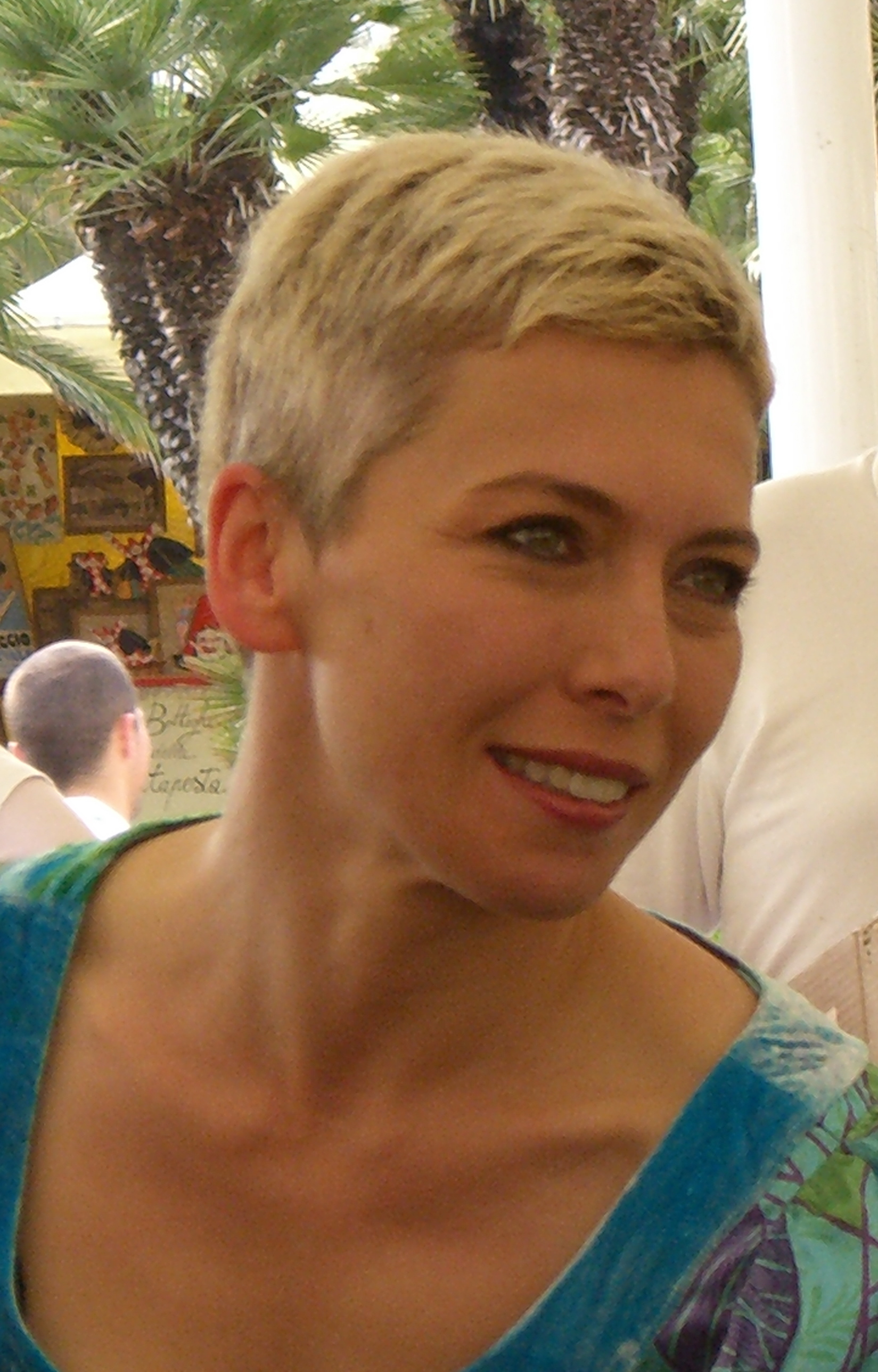
Pivetti im Jahr 2008

Nach ihrem Ausscheiden aus dem italienischen Parlament ist sie als Autorin, Journalistin und als Moderatorin in unterschiedlichen Sendungen des Italienischen Fernsehens tätig. So moderierte sie von 2002 bis 2003 Programme des privaten Fernsehsenders La7 wie die Talkshow Fà la cosa giusta („Tu das Richtige“) oder La giuria („die Jury“).
Des Weiteren erhielt sie im Jahre 2004 einen Oscar della televisione (Fernsehoscar) und war in einigen Programmen beispielsweise Bisturi! Nessuno è perfetto („Bisturi! Niemand ist perfekt“) und Giallo 1 zu sehen. Im Jahr 2005 hatte Pivetti einen Auftritt in Maurizio Costanzos Buona Domenica („Karfreitag“) und moderierte eine wöchentliche politische Talkshow auf Rete 4 Liberi tutti. Seit 2008 ist sie auch als Kommentatorin zu aktuellen Themen tätig und seit 2009 Herausgeberin des IPTV-Kanals Web To Be Free. 2010 war Pivetti eine der ersten Mitarbeiterinnen des Web-TV Senders New Imigration.